# 坂出市立病院
坂出市立病院（さかいでしりつびょういん）は、香川県坂出市にある医療機関。坂出市立病院事業の設置等に関する条例（昭和41年12月27日条例第23号）により設置された坂出市立の公立病院である。
1991年度末までに不良債務が約25億円まで累積して一時は存続が危惧されたが、1991年秋に香川医科大学から院長に着任した塩谷泰一の下で改革を進め、1998年度までに債務を解消した。2010年時点で一般会計から繰入金を除いた収支が黒字であるため、現行の地方公営企業法一部適用（財務適用）を継続するとしている。病棟の経年劣化は耐震工事で補強できず、2014年秋に旧中央小学校跡地へ移転した。

## 診療科
- 内科
  - 血液内科
  - 漢方医学
  - 呼吸器内科
  - 循環器内科
  - 消化器内科
  - 脳血管内科
  - 糖尿病内科
- 小児科
- 外科
- 整形外科
- 泌尿器科
- 産婦人科
- 眼科
- 耳鼻咽喉科
- 放射線科

## 医療機関の指定等
- 保険医療機関
- 労災保険指定医療機関
- 身体障害者福祉法指定医の配置されている医療機関
- 生活保護法指定医療機関
- 結核指定医療機関
- 指定養育医療機関
- 原子爆弾被害者一般疾病医療取扱医療機関
- 公害医療機関
- へき地医療拠点病院
- 臨床研修指定病院
- 特定疾患治療研究事業委託医療機関
- 診断群分類包括評価対象病院
- 小児慢性特定疾患治療研究事業委託医療機関

## 交通アクセス
- JR四国予讃線坂出駅下車、徒歩13分。
- 坂出市循環バス西ルート市立病院停下車。
- 琴参バス島田岡田線市立病院停下車。
- 坂出市営バス瀬居線市立病院北停下車。

## テレビ番組
- 日経スペシャル ガイアの夜明け 公立病院は生き残れるか!?院長たちの闘い（2002年5月19日、テレビ東京）[4]。